# Bukedea (stad)
Bukedea is een stad en tevens hoofdstad van het gelijknamige district in het oosten van Oeganda. 
Het is een stad met naar schatting 13.900 inwoners. Het ligt aan een drukke doorgaande weg tussen Mbale en Kumi. De stad wordt doorkruist door een enkelsporige spoorlijn die niet meer in gebruik is. In de stad bevinden zich winkels, een apotheek, een lokaal ziekenhuis en een hotel.